# Achtergestelde lening
Een achtergestelde lening is een krediet waarbij de kredietverstrekker in het geval van faillissement van de lener wordt achtergesteld in zijn positie als schuldeiser: de achtergestelde schuldeiser komt in een faillissement in de volgorde van schuldeisers dus achter de concurrente ('gewone') schuldeisers zoals de werknemers en de banken.
Achtergestelde leningen hebben wel voorrang op de aandeelhouders, vennoten of inbrengers. Achterstelling kan men bereiken door dit contractueel met elkaar af te spreken.
Door deze voorwaarden loopt de schuldeiser een hoger risico dat hij een deel van zijn verstrekte krediet niet terugbetaald krijgt. Om dit te compenseren wordt meestal een hoger rentepercentage vergoed. Soms is de rente zelfs winstafhankelijk. In Nederland hoeft de verstrekker van de lening, indien hij een particulier persoon is, zoals bij elk tegoed, over de ontvangen rente geen belasting te betalen. Wel wordt de verstrekte lening tot het box 3 vermogen gerekend, en belast indien het totale vermogen de vrijstelling te boven gaat.

## Gebruik
Achtergestelde leningen kunnen er vaak voor zorgen dat een onderneming extra aantrekkelijk wordt voor andere partijen om geld te investeren aan een bedrijf. Wanneer de onderneming failliet gaat, vangen de achtergestelde schuldeisers de eerste klap op. De achtergestelde lening werkt hierdoor als een soort kussen. Daarbij is het een middel om vertrouwen te wekken bij bepaalde investeringstransacties. Een bank, investeringsmaatschappij of investeringsmanager die de transactie heeft opgezet en er zelf via een achtergestelde lening instapt laat hiermee zien dat het hem ook "menens" is.

### Bedrijfswereld
Achtergestelde leningen worden in de praktijk uitsluitend verstrekt door en aan ondernemingen. Door de aard van de lening kan deze soms bij het eigen vermogen gerekend worden. Verstrekkers van achtergestelde leningen zijn vaak het moederbedrijf van de onderneming of grote banken, die het risico beter kunnen inschatten. Ook overheden verstrekken vaak achtergestelde leningen als een vorm van subsidie. Banken trekken zelf ook achtergestelde leningen aan als financieringsvorm. De reden is dat een achtergestelde lening deels tot het garantievermogen wordt gerekend zodat banken daarmee kunnen voldoen aan de tier 1 en tier 2 normen van "Basel". Vaak gaat het dan om eeuwigdurende achtergestelde obligaties (Engels: perpetuals). Er is geen aflossingsverplichting maar de emittent behoudt zich doorgaans het recht voor om op een toekomstig moment toch tot aflossing over te gaan. Daarvan wordt bijvoorbeeld gebruik gemaakt bij een daling van de rentestand, om goedkoper te herfinancieren.

### Securisatietransacties
In securitisatietransacties komt achterstelling zeer veel voor. Er worden dan door de uitgever verschillende aan elkaar achtergestelde obligaties uitgegeven. Deze obligaties zijn niet zozeer achtergesteld in geval van faillissement (securitisatievehikels zijn immers in de regel "bankruptcy remote" of "faillissementsproof"), maar de achterstelling geldt met name bij iedere rente- en aflossingsbetaling die wordt gedaan. Zo ontstaat een ranglijst, ook wel "waterfall" genoemd. Een voorbeeld van een "waterfall" zou kunnen zijn:
- Betaling vindt eerst plaats aan alle dienstverleners (trustkantoren, accountants, advocatenhonoraria)
- Daarna aan de transactiepartijen voor hun transactie-gerelateerde diensten
- Daarna aan de A-obligatieshouders
- Daarna aan de B-obligatiehouders
- En alles wat overblijft, hoe veel of weinig dat ook is, aan de (meest achtergestelde) C-obligatiehouders.